# フェルディナント・ズヴォニミル・ハプスブルク＝ロートリンゲン
フェルディナント・ズヴォニミル・ハプスブルク＝ロートリンゲン（ドイツ語: Ferdinand Zvonimir Habsburg-Lothringen、1997年6月21日 - ）は、オーストリアとハンガリーの二重国籍を持つレーシングドライバーである。レーシングドライバーとしてはオーストリアのライセンスを用い、フェルディナント・ハプスブルク（Ferdinand Habsburg）としてエントリーしている。
オーストリア＝ハンガリー帝国最後の皇帝であるカール1世の嫡流の曾孫にあたる。

## 経歴
1997年6月21日、ハプスブルク＝ロートリンゲン家当主カール・ハプスブルク＝ロートリンゲンの長男として、オーストリアのザルツブルグ州ザルツブルクで生まれる。同年9月6日、ザグレブで枢機卿フラニョ・クハリッチによってカトリックの洗礼を受けた。
父・カールはオーストリア＝ハンガリー帝国の元皇太子オットー・フォン・ハプスブルクの長男であり、フェルディナントは同国最後の皇帝であるカール1世の嫡流の曽孫にあたる。イギリス系オーストリア人の母フランツェスカは英語のみを話すという家庭環境だったため、ドイツ語と英語のバイリンガルで育った。両親は2003年に別居し、2017年に離婚した。
2004年、ザルツブルクからウィーンに転居し、同地のダニューブ・インターナショナルスクールで教育を受ける。

## レーサーとして
テニス、フェンシング、カンフーなどをしていたこともあったが、ウィーンに転居後、8歳の頃に父親にカート場に連れていかれた際にレーシングカートに魅了され、その後は室内カートに熱中するようになった。

### カート
12歳の頃に屋外のカート場で乗り始め、14歳の頃にオーストリアのカートレースチームであるスピードワールドアカデミーに入り、本格的にカートレースへの参戦を始める。
2011年からROTAXジュニアカテゴリーで腕を磨き、2012年に下オーストリアチャンピオン、2013年に下オーストリア及びハンガリーチャンピオンとなり、2014年にはステップアップしたROTAX DD2クラスでオーストリアチャンピオンとなる。

### ジュニアフォーミュラ
2014年に四輪レースへの参戦を始め、フォーミュラ・ルノー1.6のノーザン・ヨーロピアン・カップ（NEC）で、初年度ながら15戦全戦に完走し、ランキング4位となる。
2015年はフォーミュラ・ルノー2.0にステップアップし、ノーザン・ヨーロピアン・カップなどいくつかの選手権でスポット参戦を繰り返す。
2015年の1～2月にニュージーランドのトヨタ・レーシング・シリーズに参戦。2回の表彰台を記録し、ランキング12位となる。2016年も参戦し、2勝しランキング4位となる。

### F3
2016年には、フォーミュラ3にステップアップし、ユーロフォーミュラ・オープン選手権にフル参戦し年間ランキング2位（2勝）、同選手権中のルーキーのみで争われるクラスではランキング1位、スペインとポルトガルの3ラウンド分を抜き出して争われるスペインF3選手権ではランキング3位になった。11月にはマカオグランプリに初参戦。経験を積むために精力的に各地でレースをこなし、結果的にこの年は年間で58レースを戦った。
2017年はヨーロッパ・フォーミュラ3選手権にカーリン・モータースポーツから参戦し、ランキング7位（1勝）。
この年のマカオグランプリでは、決勝レースで追い上げ、ファイナルラップの最終区間で首位を走っていたセルジオ・セッテ・カマラをオーバーテイクするが、最終コーナーでクラッシュして車体左前部のサスペンションを破損させ、3輪となった車両をゴールラインに滑り込ませたものの、4位に終わった。
2018年は引き続きヨーロッパ・フォーミュラ3選手権にカーリンから参戦したものの、この年はランキング13位（0勝）に後退する。マカオグランプリには2018年と翌2019年にも参戦しているが、いずれも平凡な結果に終わっている。

### DTM

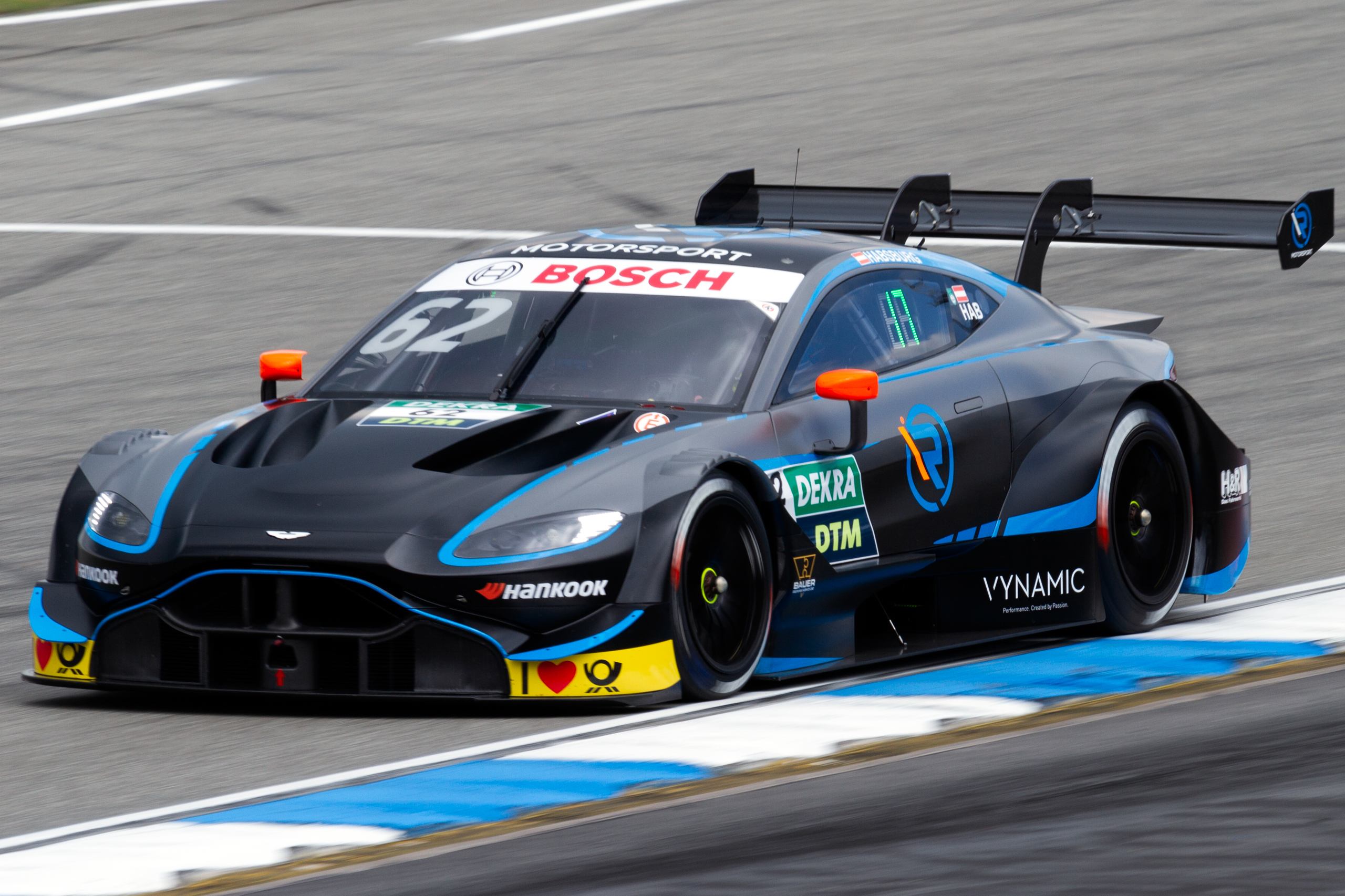
アストンマーティン・ヴァンテージDTM（2019年）

2018年はF3に参戦するのと並行してGTカーでのレース経験も積み、同年11月にアウディからDTMのテストに参加した。
2019年2月、この年からDTMに参戦するアストンマーティンのレースチームであるRモータースポーツからDTMに参戦することが発表される。なお、前年のヨーロッパF3などとは異なり、DTMではエントリー名に「フォン」（von）を入れ、「Ferdinand von Habsburg」というエントリー名を用いている。

## 人物

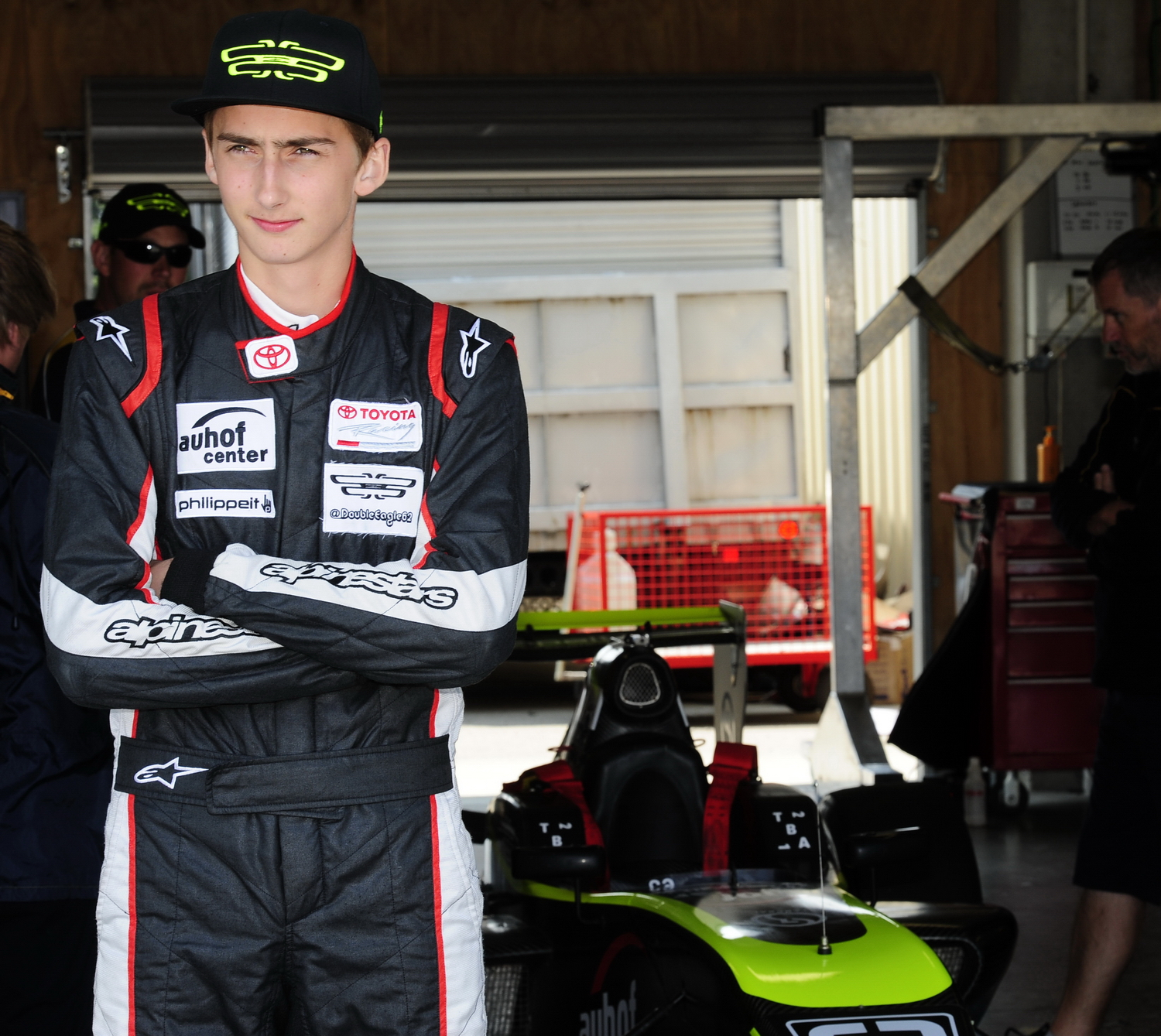
2015年

- 17歳の時に国際バカロレア（DP・高校相当）で教育を修了した[16]。大学への進学は予定していない[16]。
- 公道での自動車運転免許は17歳の時に取得したが、学科試験で3回落ちたと本人は語っている[16]。
- ザルツブルク生まれのウィーン育ちで、2020年現在はウィーンに在住[4]。

### 出自関連
- 「殿下」の敬称で呼ばれることが頻繁にあるが、そう呼ばれることには否定的な立場を取る[3][注釈 2]。
- オーストリアの教育機関ではなくインターナショナルスクールで教育を受けたため、オーストリアの歴史には必ずしも詳しくないと本人は語る[2]。インターナショナルスクールで同級生らの多くは「ハプスブルク」の意味をよく知らないという環境だったが、そのことについて、父カールは自身の子供たちが無用の負担を覚えずに済むため好ましいと考えていた[17]。
- オーストリア育ちである一方、ハンガリーにも母国意識を持っている[18]。ハプスブルク＝ロートリンゲン家はハンガリーの王位請求者でもあるが、あくまで個人的な親近感として表明している[18]。
- 2015年にインタビューでレース以外の将来展望について質問された際、「（いずれ）両親を助けるとしても、私は政治の大ファンではない（Auch wenn es die Eltern unterstützen würden: Ich bin kein großer Fan von Politik.）」と答え、政治に関わるよりもサポートの薄い後進のドライバーたちを手助けすることのほうに関心があると語っている[2][注釈 3]。政治に関する事柄について、実家に関係することなので関心は払っているものの、個人的な最大の関心事はレースドライバーとしてのキャリアであると述べている[18]。
- 2017年半ば頃まで自身のウェブサイトのURLや使っているSNSのアカウント名を「DoubleEagle62」（双頭の鷲）としていた[19]。「双頭の鷲」はハプスブルク家の紋章であるとともに、かつてのオーストリア帝国の国章でもあったため、カートから四輪に上がって注目度が高まりインタビューを受ける機会が増えると、アカウント名の意図について質問されるようになった[2][3]。本人は出自に由来するという点以外にスポーティーな響きを気に入っていると語っていたが[2]、同年中に各SNSのアカウント名を「Fhabsburg62」に変更している。カート時代からジュニアフォーミュラ初期の2015年頃までにかけてはヘルメットにも双頭の鷲の意匠を施していた[2]。
- 2007年のコメディアニメ映画「皇帝とわ・た・し」は父親と共に楽しんだと言う[20]。

### レース関連

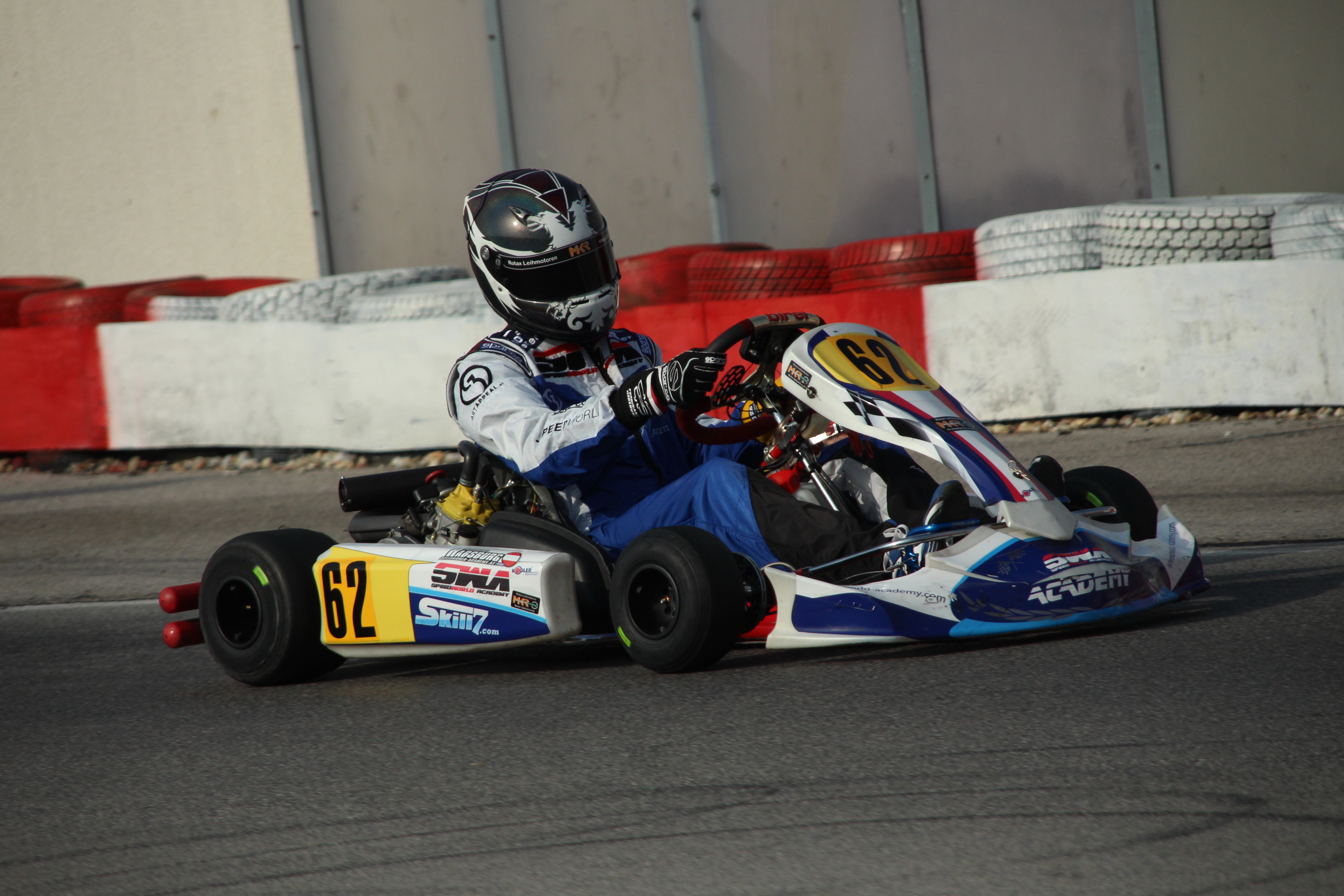
カート時代のフェルディナント（2014年）。カーナンバー「62」の車両に乗り、「双頭の鷲」の紋章が描かれたヘルメットを着用している。

- カート時代に最初に割り当てられたカーナンバーである「62」を好み[2]、その後も四輪カテゴリーで選択可能な場合は選択している[18]。
- オーストリアのレーシングライセンスでエントリーしているが、オーストリアのレッドブル・リンクだけでなく、ハンガリーのハンガロリンクでのレースも母国レースと考えている[2]。
- カート時代から同郷のアレクサンダー・ヴルツによる指導を受けている[8][2][11][21][22]。マネージャーはプロドライバーで母方の従叔父でもあるジェイミー・キャンベル＝ウォルターが務める[18][16][注釈 4]。
- ジュニアフォーミュラでのドライビングスタイルは積極果敢であることを複数のメディアが指摘しており[2][11]、本人は、2016年当時のF1で積極的すぎると批判する声もあったマックス・フェルスタッペンのようなドライビングスタイルには賛同する立場を取っていた[11]。一方で、同時期のインタビューで、当時の現役F1ドライバーで好きなドライバーとしては（比較的堅実なスタイルの）バルテリ・ボッタスを挙げている[2][11]。

## レース戦績

### 略歴
| 年      | シリーズ                                                  | チーム                             | レース | 勝利 | PP | FL | 表彰台 | ポイント | 順位  |
| ------- | --------------------------------------------------------- | ---------------------------------- | ------ | ---- | -- | -- | ------ | -------- | ----- |
| 2014    | フォーミュラ・ルノー1.6 NEC                               | セサリオ・F3                       | 15     | 0    | 0  | 0  | 4      | 213      | 4位   |
| 2015    | トヨタ・レーシング・シリーズ                              | Victory Motor Racing               | 16     | 0    | 1  | 1  | 2      | 490      | 11位  |
| 2015    | フォーミュラ・ルノー2.0 NEC                               | フォルテック・モータースポーツ     | 11     | 0    | 0  | 0  | 0      | 62       | 18位  |
| 2015    | ユーロカップ・フォーミュラ・ルノー2.0                     | フォルテック・モータースポーツ     | 5      | 0    | 0  | 0  | 0      | 0        | N/C   |
| 2015    | フォーミュラ・ルノー2.0 Alps                              | フォルテック・モータースポーツ     | 3      | 0    | 0  | 0  | 0      | 0        | N/C   |
| 2015    | ユーロフォーミュラ・オープン選手権                        | Drivex                             | 2      | 0    | 0  | 0  | 0      | 0        | N/C   |
| 2016    | トヨタ・レーシング・シリーズ                              | Giles Motorsport                   | 15     | 2    | 0  | 1  | 4      | 727      | 4位   |
| 2016    | ユーロフォーミュラ・オープン選手権                        | Drivex                             | 16     | 2    | 4  | 1  | 12     | 247      | 2位   |
| 2016    | スペイン・フォーミュラ3                                   | Drivex                             | 6      | 1    | 1  | 0  | 4      | 90       | 3位   |
| 2016    | フォーミュラ・ルノー2.0 NEC                               | フォルテック・モータースポーツ     | 10     | 0    | 0  | 0  | 2      | 130      | 11位  |
| 2016    | ユーロカップ・フォーミュラ・ルノー2.0                     | フォルテック・モータースポーツ     | 15     | 0    | 1  | 0  | 2      | 57       | 10位  |
| 2016    | マカオグランプリ                                          | フォルテック・モータースポーツ     | 1      | 0    | 0  | 0  | 0      | N/A      | DNF   |
| 2017    | トヨタ・レーシング・シリーズ                              | M2 Competition                     | 15     | 0    | 0  | 0  | 2      | 568      | 8位   |
| 2017    | ヨーロッパ・フォーミュラ3選手権                           | カーリン・モータースポーツ         | 30     | 1    | 0  | 2  | 4      | 187      | 7位   |
| 2017    | マカオグランプリ                                          | カーリン・モータースポーツ         | 1      | 0    | 0  | 0  | 0      | N/A      | 4位   |
| 2018    | ヨーロッパ・フォーミュラ3選手権                           | カーリン                           | 30     | 0    | 0  | 2  | 1      | 87       | 13位  |
| 2018    | インターナショナルGTオープン                              | Drivex School                      | 2      | 0    | 0  | 0  | 0      | 1        | 44位  |
| 2018    | ウェザーテック・スポーツカー選手権                        | ジャッキー・チェン・DCR X Jota     | 1      | 0    | 0  | 0  | 0      | 26       | 51位  |
| 2018    | マカオグランプリ                                          | モトパーク                         | 1      | 0    | 0  | 0  | 0      | N/A      | 10位  |
| 2019    | ドイツツーリングカー選手権                                | Rモータースポーツ II               | 17     | 0    | 0  | 0  | 0      | 3        | 18位  |
| 2019    | ブランパンGTシリーズエンデュランスカップ                  | Rモータースポーツ                  | 1      | 0    | 0  | 0  | 0      | 0        | N/C   |
| 2019    | ブランパンGTシリーズエンデュランスカップ - シルバーカップ | Rモータースポーツ                  | 1      | 0    | 0  | 0  | 0      | 0        | N/C   |
| 2019    | マカオグランプリ                                          | ARTグランプリ                      | 1      | 0    | 0  | 0  | 0      | N/A      | DNF   |
| 2020    | ドイツツーリングカー選手権                                | アウディスポーツ・チーム・WRT      | 17     | 0    | 1  | 0  | 1      | 68       | 10位  |
| 2020    | ブランパンGTシリーズエンデュランスカップ                  | アウディスポーツ・チーム・WRT      | 1      | 0    | 0  | 0  | 0      | 0        | N/C   |
| 2020    | インターナショナルGTチャレンジ                            | アウディ                           | 1      | 0    | 0  | 0  | 0      | 0        | N/C   |
| 2021    | FIA 世界耐久選手権 - LMP2                                 | チーム・WRT                        | 6      | 3    | 1  | 0  | 4      | 151      | 1st   |
| 2021    | ル・マン24時間レース - LMP2                               | チーム・WRT                        | 1      | 1    | 0  | 0  | 1      | N/A      | 1位   |
| 2021    | ヨーロピアン・ル・マン・シリーズ                          | アルガルヴェ・プロ・レーシング     | 6      | 0    | 0  | 0  | 1      | 27.5     | 13位  |
| 2021    | アジアン・ル・マン・シリーズ                              | G-ドライブ・レーシング             | 4      | 2    | 0  | 1  | 3      | 81       | 1位   |
| 2021    | ウェザーテック・スポーツカー選手権 - LMP2                 | ハイクラス・レーシング             | 1      | 0    | 0  | 0  | 0      | 0        | NC‡   |
| 2022    | FIA 世界耐久選手権 - LMP2                                 | リアルチーム・バイ・WRT            | 6      | 1    | 1  | 0  | 3      | 96       | 4位   |
| 2022    | ル・マン24時間レース - LMP2                               | リアルチーム・バイ・WRT            | 1      | 0    | 0  | 0  | 0      | N/A      | 17位  |
| 2022    | ウェザーテック・スポーツカー選手権 - LMP2                 | タワー・モータースポーツ           | 1      | 0    | 0  | 0  | 1      | 0        | NC    |
| 2022    | ヨーロピアン・ル・マンシリーズ - LMP2                     | プレマ・レーシング                 | 6      | 4    | 0  | 1  | 5      | 125      | 1位   |
| 2023    | FIA 世界耐久選手権 - LMP2                                 | チーム・WRT                        | 7      | 0    | 0  | 0  | 2      | 94       | 4位   |
| 2023    | ル・マン24時間レース - LMP2                               | チーム・WRT                        | 1      | 0    | 0  | 1  | 0      | N/A      | 5位   |
| 2023-24 | アジアン・ル・マン・シリーズ                              | ニールセン・レーシング             | 4      | 0    | 0  | 0  | 0      | 10       | 13位  |
| 2024    | FIA 世界耐久選手権 - ハイパーカー                         | アルピーヌ・エンデュランス・チーム | 3      | 0    | 0  | 0  | 0      | 9        | 18位* |
| 2024    | ル・マン24時間レース - ハイパーカー                       | アルピーヌ・エンデュランス・チーム | 1      | 0    | 0  | 0  | 0      | N/A      | DNF   |
| 2024    | ヨーロピアン・ル・マンシリーズ - LMP2                     | クール・レーシング                 | 1      | 0    | 0  | 0  | 0      | 1        | 17位* |
| 2024    | ウェザーテック・スポーツカー選手権 - LMP2                 | タワー・モータースポーツ           | 1      | 0    | 0  | 0  | 0      | 278      | 35位* |

- * : 今シーズンの順位。（現時点）

### FIAヨーロッパ・フォーミュラ3選手権
| 年     | チーム   | エンジン           | 1        | 2        | 3         | 4         | 5       | 6        | 7        | 8       | 9       | 10       | 11       | 12       | 13        | 14       | 15       | 16       | 17       | 18      | 19       | 20      | 21      | 22        | 23       | 24        | 25      | 26      | 27      | 28        | 29       | 30        | 順位 | ポイント |
| ------ | -------- | ------------------ | -------- | -------- | --------- | --------- | ------- | -------- | -------- | ------- | ------- | -------- | -------- | -------- | --------- | -------- | -------- | -------- | -------- | ------- | -------- | ------- | ------- | --------- | -------- | --------- | ------- | ------- | ------- | --------- | -------- | --------- | ---- | -------- |
| 2017年 | カーリン | フォルクスワーゲン | SIL 1 12 | SIL 2 13 | SIL 3 12  | MNZ 1 3   | MNZ 2 5 | MNZ 3 5  | PAU 1 8  | PAU 2 8 | PAU 3 6 | HUN 1 15 | HUN 2 10 | HUN 3 12 | NOR 1 Ret | NOR 2 15 | NOR 3 8  | SPA 1 8  | SPA 2 1  | SPA 3 6 | ZAN 1 4  | ZAN 2 6 | ZAN 3 2 | NÜR 1 5   | NÜR 2 6  | NÜR 3 Ret | RBR 1 6 | RBR 2 9 | RBR 3 4 | HOC 1 3   | HOC 2 20 | HOC 3 Ret | 7位  | 187      |
| 2018年 | カーリン | フォルクスワーゲン | PAU 1 11 | PAU 2 11 | PAU 3 Ret | HUN 1 Ret | HUN 2 8 | HUN 3 15 | NOR 1 18 | NOR 2 5 | NOR 3 9 | ZAN 1 14 | ZAN 2 5  | ZAN 3 7  | SPA 1 Ret | SPA 2 10 | SPA 3 12 | SIL 1 13 | SIL 2 13 | SIL 3 9 | MIS 1 12 | MIS 2 7 | MIS 3   | NÜR 1 Ret | NÜR 2 10 | NÜR 3 11  | RBR 1 5 | RBR 2 8 | RBR 3 6 | HOC 1 Ret | HOC 2 12 | HOC 3 6   | 13位 | 87       |

### IMSA スポーツカー選手権
| 年     | チーム                       | 使用車両   | クラス | 1      | 2   | 3   | 4   | 5   | 6   | 7   | 8   | 9   | 10  | 順位 | ポイント |
| ------ | ---------------------------- | ---------- | ------ | ------ | --- | --- | --- | --- | --- | --- | --- | --- | --- | ---- | -------- |
| 2018年 | ジャッキー・チェン・DCR Jota | オレカ・07 | P      | DAY 5  | SEB | LBH | MOH | BEL | WGL | MOS | ELK | MON | PET | 51位 | 26       |
| 2021年 | ハイクラス・レーシング       | オレカ・07 | LMP2   | DAY 9† | SEB | WGL | WGL | ELK | MON | PET |     |     |     | NC†  | 0        |
| 2022年 | タワー・モータースポーツ     | オレカ・07 | LMP2   | DAY 3† | SEB | MON | MOH | WGL | ELK | PET |     |     |     | NC†  | 0        |
| 2024年 | タワー・モータースポーツ     | オレカ・07 | LMP2   | DAY 5  | SEB | WGL | MOS | ELK | IMS | PET |     |     |     | 6位* | 278*     |

・† ポイントはミシュラン耐久カップにしか加算されない。

### ドイツツーリングカー選手権
| 年     | チーム                        | 使用車両                             | 1         | 2        | 3       | 4         | 5        | 6        | 7        | 8        | 9        | 10       | 11        | 12       | 13       | 14        | 15       | 16       | 17        | 18       | 順位 | ポイント |
| ------ | ----------------------------- | ------------------------------------ | --------- | -------- | ------- | --------- | -------- | -------- | -------- | -------- | -------- | -------- | --------- | -------- | -------- | --------- | -------- | -------- | --------- | -------- | ---- | -------- |
| 2019年 | Rモータースポーツ II          | アストンマーティン・ヴァンテージ DTM | HOC 1 Ret | HOC 2 13 | ZOL 1 9 | ZOL 2 Ret | MIS 1 14 | MIS 2 12 | NOR 1 10 | NOR 2 11 | ASS 1 13 | ASS 2 12 | BRH 1 15† | BRH 2 11 | LAU 1 15 | LAU 2 Ret | NÜR 1 11 | NÜR 2 15 | HOC 1 DNS | HOC 2 11 | 18位 | 3        |
| 2020年 | アウディスポーツ・チーム・WRT | アウディ・RS5 ターボ DTM             | SPA 1 DNS | SPA 2 15 | LAU 1 6 | LAU 2 10  | LAU 1 11 | LAU 2 14 | ASS 1 8  | ASS 2 7  | NÜR 1 11 | NÜR 2 15 | NÜR 1 7   | NÜR 2 6  | ZOL 1 7  | ZOL 2 7   | ZOL 1 3  | ZOL 2 10 | HOC 1 11  | HOC 2 14 | 10位 | 68       |

- 太字はポールポジション、斜字はファステストラップ。(key)
- † チェッカーフラッグを受けていないが、レース距離の90％を走行したため完走扱いとされた。

### アジアン・ル・マン・シリーズ
| 年        | チーム                 | 使用車両     | クラス | 1       | 2         | 3       | 4       | 5       | 順位 | ポイント |
| --------- | ---------------------- | ------------ | ------ | ------- | --------- | ------- | ------- | ------- | ---- | -------- |
| 2021年    | G-ドライブ・レーシング | アウルス・01 | LMP2   | DUB 1   | DUB 2 1   | ABU 1 2 | ABU 2 4 |         | 1位  | 81       |
| 2023-24年 | ニールセン・レーシング | オレカ・07   | LMP2   | SEP 1 9 | SEP 2 Ret | DUB     | ABU 1 9 | ABU 2 7 | 13位 | 10       |

### ヨーロピアン・ル・マン・シリーズ
| 年     | チーム                         | シャシー   | エンジン                | クラス | 1      | 2     | 3      | 4      | 5       | 6     | 順位 | ポイント |
| ------ | ------------------------------ | ---------- | ----------------------- | ------ | ------ | ----- | ------ | ------ | ------- | ----- | ---- | -------- |
| 2021年 | アルガルヴェ・プロ・レーシング | オレカ・07 | ギブソン GK428 4.2 L V8 | LMP2   | CAT 11 | RBR 8 | LEC 7  | MNZ 10 | SPA Ret | ALG 3 | 13位 | 27.5     |
| 2022年 | プレマ・レーシング             | オレカ・07 | ギブソン GK428 4.2 L V8 | LMP2   | LEC 1  | IMO 1 | MNZ 5  | CAT 1  | SPA 3   | ALG 1 | 1位  | 125      |
| 2024年 | クール・レーシング             | オレカ・07 | ギブソン GK428 4.2 L V8 | LMP2   | CAT    | LEC   | IMO 10 | SPA 11 | MUG 13  | POR 3 | 21位 | 16       |
| 2025年 | ニールセン・レーシング         | オレカ・07 | ギブソン GK428 4.2 L V8 | LMP2   | CAT 7  | LEC 5 | IMO 7  | SPA    | SIL     | POR   | 7位* | 22*      |

### FIA 世界耐久選手権
| 年     | チーム                             | シャシー         | エンジン                         | クラス       | 1      | 2      | 3      | 4       | 5       | 6     | 7     | 8     | 順位  | ポイント |
| ------ | ---------------------------------- | ---------------- | -------------------------------- | ------------ | ------ | ------ | ------ | ------- | ------- | ----- | ----- | ----- | ----- | -------- |
| 2021年 | チーム・WRT                        | オレカ・07       | ギブソン GK428 4.2 L V8          | LMP2         | SPA 10 | POR 4  | MNZ 2  | LMN 1   | BHR 1   | BHR 1 |       |       | 1位   | 151      |
| 2022年 | リアルチーム・バイ・WRT            | オレカ・07       | ギブソン GK428 4.2 L V8          | LMP2         | SEB 3  | SPA 2  | LMN 10 | MNZ 1   | FSW 4   | BHR 5 |       |       | 4位   | 96       |
| 2023年 | チーム・WRT                        | オレカ・07       | ギブソン GK428 4.2 L V8          | LMP2         | SEB 6  | POR 6  | SPA 6  | LMN 4   | MNZ Ret | FSW 3 | BHR 2 |       | 4位   | 94       |
| 2024年 | アルピーヌ・エンデュランス・チーム | アルピーヌ・A424 | メカクローム V634 3.4 L Turbo V6 | ハイパーカー | QAT 7  | IMO    | SPA    | LMN Ret | SÃO 12  | COA 5 | FSW 7 | BHR 4 | 11位  | 43       |
| 2025年 | アルピーヌ・エンデュランス・チーム | アルピーヌ・A424 | メカクローム V634 3.4 L Turbo V6 | ハイパーカー | QAT 14 | IMO 18 | SPA 8  | LMN 8   | SÃO     | COA   | FSW   | BHR   | 17位* | 12*      |

- 太字はポールポジション、斜字はファステストラップ。(key)
- * : 今シーズンの順位。（現時点）

### ル・マン24時間レース
| ル・マン24時間レース 結果 | ル・マン24時間レース 結果          | ル・マン24時間レース 結果                 | ル・マン24時間レース 結果     | ル・マン24時間レース 結果 | ル・マン24時間レース 結果 | ル・マン24時間レース 結果 | ル・マン24時間レース 結果 |
| 年                        | チーム                             | コ・ドライバー                            | 使用車両                      | クラス                    | 周回                      | 順位                      | クラス 順位               |
| ------------------------- | ---------------------------------- | ----------------------------------------- | ----------------------------- | ------------------------- | ------------------------- | ------------------------- | ------------------------- |
| 2021年 （英語版）         | チーム・WRT                        | ロビン・フラインス シャルル・ミレッシ     | オレカ・07-ギブソン           | LMP2                      | 363                       | 6位                       | 1位                       |
| 2022年 （英語版）         | リアルチーム・バイ・WRT            | ルイ・アンドラーデ ノーマン・ナト         | オレカ・07-ギブソン           | LMP2                      | 362                       | 21位                      | 17位                      |
| 2023年 （英語版）         | チーム・WRT                        | ショーン・ゲラエル ロビン・フラインス     | オレカ・07-ギブソン           | LMP2                      | 327                       | 13位                      | 5位                       |
| 2024年 （英語版）         | アルピーヌ・エンデュランス・チーム | ポール＝ルー・シャタン シャルル・ミレッシ | アルピーヌ・A424-メカクローム | ハイパーカー              | 75                        | DNF                       | DNF                       |